# متوپوسور
متوپوسور (نام علمی: Metoposaurus) نام یک سرده از تیره جلوخزندگان است.
متوپوسورها خانواده‌ای از دوزیستان بودند که برای مدت کوتاهی در تریاسه‌ی پسین فراوان شدند؛ زمانی که ابرقاره‌ی پانجیا تازه داشت تکه‌تکه می‌شد و پر از دره‌هایی رانشی شده بود که آب دریاچه‌ها و رودها به آن‌ها سرازیر می‌شد. متوپوسور کنار این آبراهه‌ها زندگی می‌کرد و به همین دلیل است که بقایایش را در بسیاری از نقاط جهان یافته‌ایم. نظریه‌ای می‌گوید که متوپوسور برای شنا کردن، به‌جای این که تمام بدنش را مثل تمساح قوس بدهد، پاهایش را در نقش پارو به‌کار می‌برده‌است. اما این گروه در پایان تریاسه جایشان را به تمساح‌های ابتدایی دادند.